# Carl F.G. von Haartman
Carl Frans Gabriel von Haartman, född 8 december 1819 i Åbo, död 1 maj 1888 i Luzern, var en finländsk läkare. Han var son till Carl Daniel von Haartman. 
Han studerade 1840–1841 och 1843–1844 medicin i Ryssland samt vistades 1846–1848 utomlands bland annat för studier i obstetrik i England. Han blev medicine och kirurgie doktor 1847, verkade som underläkare vid Allmänna hospitalet i Helsingfors 1849–1850 (utförde under denna tid den första ovariotomin i Finland) och därefter i Sankt Petersburg, där han genom sina världsmannaegenskaper och sin skicklighet blev mycket anlitad i höga samhällskretsar, särskilt som gynekolog. Han utnämndes 1863 till kejsarinnan Marias livläkare efter att redan tidigare ha bistått henne vid förlossningar. Han tilldelades 1871 geheimeråds titel och levde från 1875 på sin villa Rauhalinna vid Vierwaldstättersjön i Schweiz.